# Pompás pirók
A pompás pirók vagy gyönyörű pirók  (Carpodacus pulcherrimus) a madarak osztályának verébalakúak (Passeriformes) rendjébe és a pintyfélék (Fringillidae) családjába tartozó faj.

## Rendszerezése
A fajt Frederic Moore brit entomológus írta le 1856-ban, a Propasser nembe Propasser pulcherrimus néven.

## Alfajai
- Carpodacus pulcherrimus pulcherrimus (F. Moore, 1856) - a Himalája középső és keleti vonulatai
- Carpodacus pulcherrimus argyrophrys (Berlioz, 1929) - dél-Mongólia, közép-Kína nyugati és északi része  [2]

## Előfordulása
Ázsiában, Bhután, India, Kína, Mongólia, Nepál és Pakisztán területén honos. Természetes élőhelyei a szubtrópusi vagy trópusi magaslati cserjések, valamint ültetvények és szántóföldek. Magassági vonuló.

## Megjelenése
Testhossza 15 centiméter.
|  |

## Természetvédelmi helyzete
Az elterjedési területe rendkívül nagy, egyedszáma pedig stabil. A Természetvédelmi Világszövetség Vörös listáján nem fenyegetett fajként szerepel.